# Махонин, Дмитрий Николаевич
Дми́трий Никола́евич Махо́нин (род. 18 октября 1982, Рябинино, Пермская область) — российский государственный и политический деятель. Губернатор Пермского края с 2020 года.
Возглавлял Управление ФАС России по Пермскому краю (2009—2013) и управление регулирования топливно-энергетического комплекса и химической промышленности Федеральной антимонопольной службы (2013—2020). Государственный советник Российской Федерации 1-го класса (2016).

## Биография
Родился 18 октября 1982 года в посёлке Рябинино Чердынского района Пермской области. Предки были принудительно переселены на Западный Урал из Белорусской ССР.
В 2004 году окончил юридический факультет Пермского государственного университета по специальности «юриспруденция».
Трудовую деятельность начал в 2004 году с должности специалиста 1-й категории отдела административно-хозяйственного обеспечения и работы с корреспонденцией Управления ФАС России по Пермскому краю.
В 2004—2008 годах был юристом одного из промышленных предприятий Пермского края.
С апреля 2008 года — заместитель руководителя, а с 8 июня 2009 года руководитель Управления ФАС России по Пермскому краю. В этот период ФАС в суде доказывала, что администрация Перми при подготовке генплана предоставила голландским проектировщикам преимущество, уличало крупного производителя бензина в необоснованно высоких ценах, добивалось признания незаконным сговора полиции и похоронных бюро и т. д.
В январе 2013 года переехал в Москву и 28 января того же года назначен начальником управления контроля топливно-энергетического комплекса ФАС России (позже преобразовано в управление регулирования топливно-энергетического комплекса и химической промышленности). С подачи Махонина Прикамье было выбрано в качестве одного из пилотных регионов по внедрению механизмов биржевой торговли лесом как более эффективной системы управления природными ресурсами. Во время работы в структурах ФАС Дмитрий Махонин выступал за реформирование Закона о естественных монополиях от 1995 года. По его мнению, МУПы и ГУПы должны оставаться только в стратегических отраслях. В 2016 году управление, возглавляемое Махониным, участвовало в расследовании дела против компаний «Сибур Холдинг» и «Газпром газэнергосеть», отправлявших на экспорт сжиженный углеводородный газ при его нехватке внутри страны. Также управление вело расследование против картельных сговоров на рынке нефтепродуктов и спекулятивной торговли на сырьевых биржах.
В 2016 году баллотировался в депутаты Государственной Думы VII созыва по Пермскому краю от партии «Яблоко». Махонин не состоял в партии, но был первым номером в региональной группе № 27 (Пермский край). В Думу не прошёл, так как партия не преодолела 5-процентный барьер на федеральном уровне.

## Губернатор Пермского края
6 февраля 2020 года назначен временно исполняющим обязанности губернатора Пермского края, сменив Максима Решетникова, назначенного министром экономического развития РФ. 8 февраля 2020 года принял на себя исполнение обязанностей председателя правительства Пермского края.
На посту врио губернатора Дмитрий Махонин успел поставить на пересмотр ряд проектов, инициированных при Решетникове, а также было приостановлено слияние больниц в Прикамье. В июле был подписан договор между Пермским краем и Свердловской железной дорогой о запуске электричек «Ласточка» сообщением Пермь II — Краснокамск и Пермь II — Закамск.
7 октября 2020 года официально вступил в должность губернатора Пермского края после победы на выборах с 75,69 % голосов.

## Общественная деятельность
Член правления региональной общественной организации «Пермское землячество».
В ноябре 2023 года вступил в партию «Единая Россия».

## Доходы и собственность
Сумма задекларированного годового дохода за 2021 год составила 7 млн 108 тысяч рублей. Супруга губернатора за 2021 год задекларировала 511 тысяч рублей.
В собственности находится недвижимое имущество: земельный участок в 2400 м², жилой дом площадью 96,6 м², и две квартиры — площадью 124,6 м² и 102 м². Квартира площадью 87,6 м², находящаяся у главы региона в пользовании, записана на его несовершеннолетнего ребенка.

## Санкции
24 февраля 2023 года Госдепом США Махонин включён в санкционный список лиц причастных к «осуществлению российских операций и агрессии в отношении Украины, а также к незаконному управлению оккупированными украинскими территориями в интересах РФ», в частности за «призыв граждан на войну в Украине».
1 апреля 2023 года внесён в санкционный список Украины как «глава государственного органа, осуществлявший поддержку/поощрение/публичное одобрение политики РФ, направленной на проведение военных действия и геноцид гражданского населения в Украине».

## Семья
Женат, четверо детей.

## Награды
- Орден Дружбы (8 августа 2023) — за большой вклад в социально-экономическое развитие регионов Российской Федерации[25]
- Медаль ордена «За заслуги перед Отечеством» II степени (2015)[11]
- Благодарность президента Российской Федерации (2015)[2]
- Медаль «290 лет прокуратуре России» (2011)
- Медаль «За возвращение Крыма» (Минобороны России, 2014)
- Медаль «За отличие в службе» II степени (ФАС России, 2019)